# Friedrich Gilly

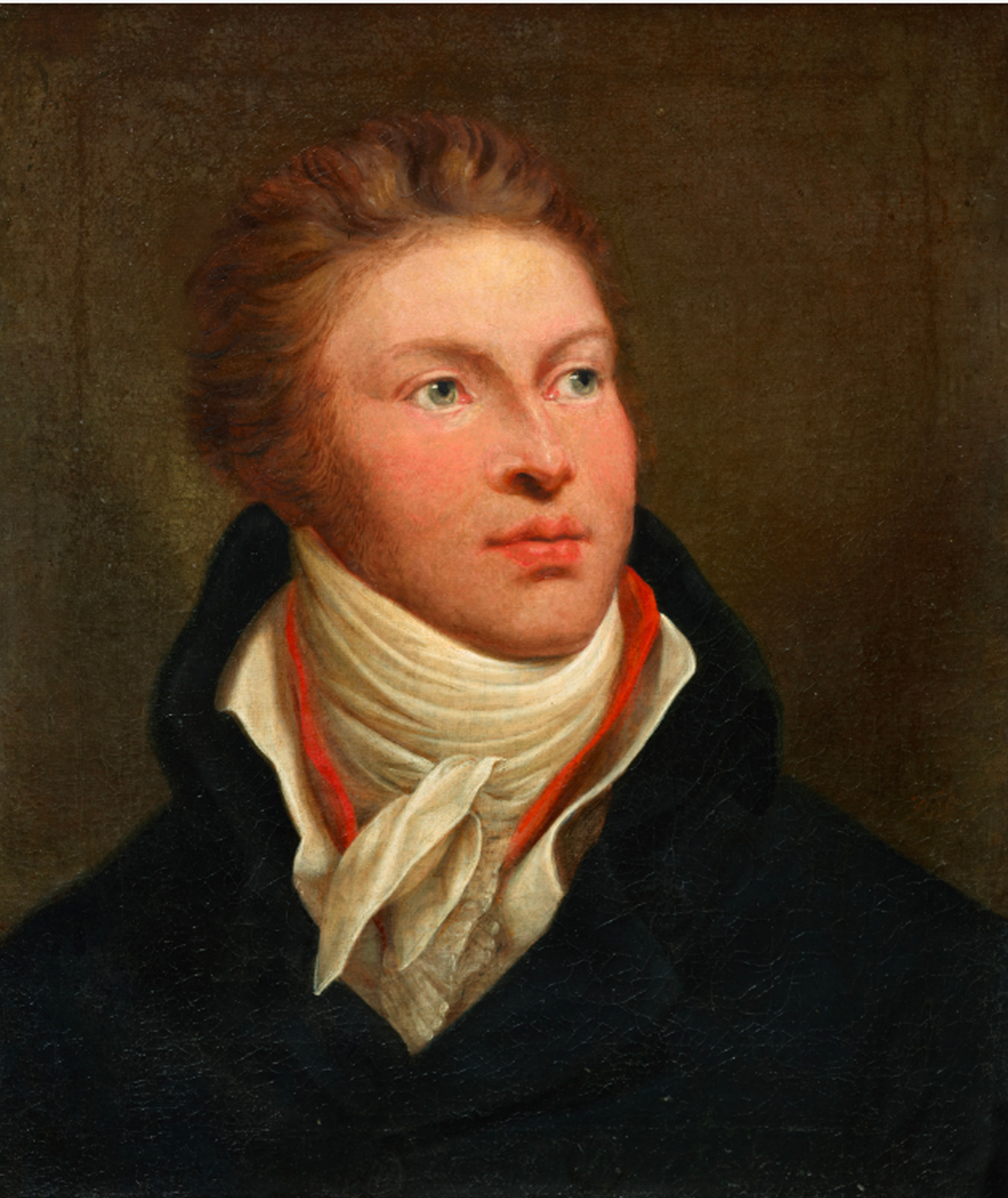
Friedrich Gilly, Ölgemälde von Friedrich Georg Weitsch, um 1800

Friedrich David Gilly [ʒiˈli] (* 16. Februar 1772 in Damm, später Altdamm, bei Stettin; † 3. August 1800 in Karlsbad) war ein deutscher Baumeister in Preußen. Seine Werke sind von der Revolutionsarchitektur beeinflusst.

## Leben

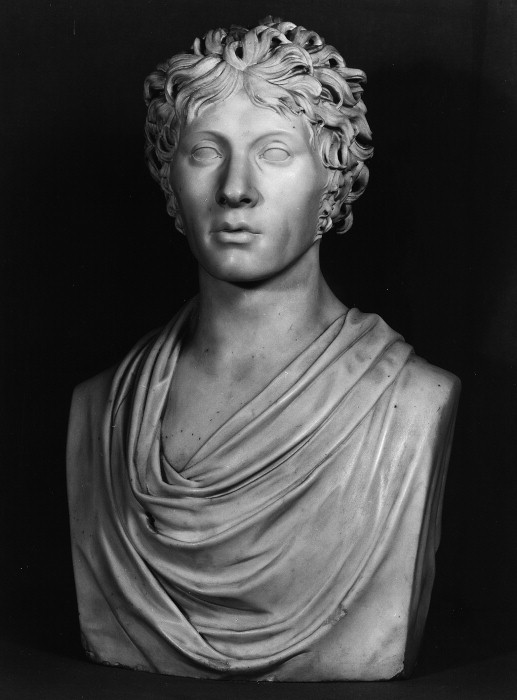
Friedrich Gilly (Porträt-Herme von Gottfried Schadow)

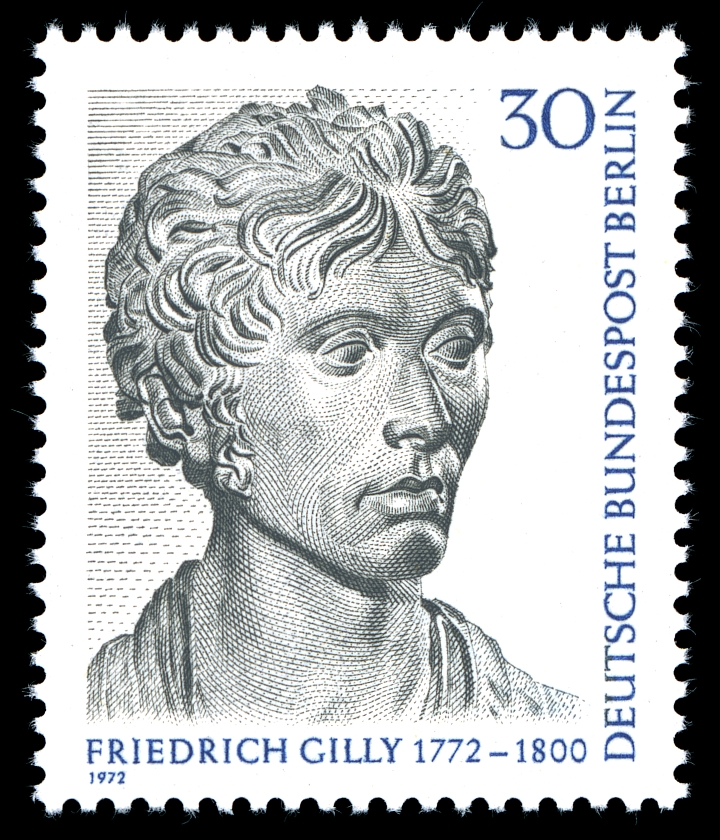
Briefmarke 1972

Friedrich Gilly entstammte einer hugenottischen Familie, die sich 1689 in Preußen niedergelassen hatte. Er war der Sohn des Baumeisters David Gilly und dessen Ehefrau Friederike, geborene Ziegenspeck. Sein Vater nahm ihn früh mit auf seine Dienstreisen und förderte die Begabung seines Sohnes in jeder Hinsicht. Mit 16 Jahren kam Gilly 1788 nach Berlin und erhielt dort in der Klasse für Architektur der Akademie der bildenden Künste eine umfassende Ausbildung.
Im Fach Architektur waren Friedrich Becherer und Carl Gotthard Langhans seine Lehrer. Zeichenunterricht genoss Gilly bei Christian Bernhard Rode, Johann Christoph Frisch, Johann Heinrich Meil, Daniel Nikolaus Chodowiecki und Johann Gottfried Schadow. Im praktischen Teil unterrichteten ihn Carl Gotthard Langhans, Michael Philipp Boumann und Freiherr Friedrich Wilhelm von Erdmannsdorff. Seine erste Anstellung erhielt er 1789 beim Oberhofbauamt, zeitweise war er bei Bernhard Matthias Brasch am Wiederaufbau Neuruppins tätig.
Im Jahr 1790 begleitete Gilly den Geheimen Oberbaurat Heinrich August Riedel (1748–1810) auf dessen Reise durch Westfalen und Holland. Auf dieser Studienreise befassten sich beide ausführlich mit der Wasserkunst. Im darauf folgenden Jahr war Gilly unter Paul Ludwig Simon am Bau der Berliner Stadtvogtei beteiligt. Eine gemeinsame Reise nach Paris folgte 1793.
Im Jahr 1794 unternahm Gilly zusammen mit seinem Vater eine ausgedehnte Studienreise durch Ost- und Westpreußen. Als ein Ergebnis dieser Reise wird die Wiederbelebung des Backsteinbaus in Norddeutschland gesehen. Außerdem untersuchte er die Ruine der Marienburg, erkannte in ihr ein preußisch-vaterländisches Monument und fertigte (teilweise rekonstruierende) Zeichnungen an, die Johann Friedrich Frick von 1799 bis 1803 zusammen mit anderen Marienburg-Darstellungen als Aquatinta-Radierungen veröffentlichte. Die Zeichnungen waren einflussreich in gelten als ein frühes Zeugnis der Geschichte der Denkmalpflege in Deutschland.
Im Jahr 1796 erregte Gilly mit einem Wettbewerbsentwurf zu einem Denkmal für Friedrich den Großen auf dem Leipziger Platz in Berlin großes Aufsehen. Das monumentale Projekt auf der Basis eines dorischen Tempels ließ Gilly bei Zeitgenossen als das größte Genie im Baufache erscheinen. Aus demselben Jahr stammt sein Entwurf für das Vorwerk Bärwinkel zum Gutshof Quilitz (heute Neuhardenberg), der verändert ausgeführt in Resten erhalten ist.
1798 wurde u. a. Karl Friedrich Schinkel im Alter von 17 Jahren sein Schüler. Im darauf folgenden Jahr wurde Gilly zum Oberhofbauinspektor ernannt. Mit einem königlichen Stipendium versehen, konnte er 1797/98 eine ausgedehnte Studienreise durch Großbritannien, Frankreich, Österreich, Wien und Prag unternehmen. Eine Reise durch Italien war wegen politischer Unruhen unmöglich.
Nach seiner Rückkehr 1798 erhielt Gilly wie sein Vater die Berufung zum Lehrer an der Bauakademie in Berlin. Dort lehrte er die Fächer Optik und Perspektive. In diese Zeit fällt auch sein Entwurf für ein Nationaltheater in Berlin, das in seiner strengen Wuchtigkeit einen gänzlich neuen Architekturstil ankündigte, der jedoch zunächst keinen Anklang fand. 1799 heiratete er Maria Ulrike „Manon“ Hainchelin (* 13. September 1771 bis † 14. März 1849), eine Tochter des Finanzrats Pierre Jérémie Hainchelin. Ihr gemeinsamer Sohn starb als Säugling bereits 1800.
Im Januar 1799 gründete Friedrich Gilly zusammen mit dem Architekten Heinrich Gentz  die „Privatgesellschaft junger Architekten“, welche als Weiterbildungseinrichtung gedacht war. Nach dem Vorbild der Akademie des Platon umfasste diese sieben Mitglieder – neben Gilly und Gentz den Bauassessor Joachim Ludwig Zitelmann sowie die Architekten Carl Haller von Hallerstein, Carl Ferdinand Langhans, Martin Friedrich Rabe und Karl Friedrich Schinkel.
Im Alter von 28 Jahren starb Friedrich Gilly am 3. August 1800 in Karlsbad an Tuberkulose. Schinkel übernahm die weitere Ausführung seiner laufenden Bauprojekte. Seine Witwe heiratete vier Jahre später Gillys Jugendfreund Konrad Levezow.

## Werk

### Entwürfe (Auswahl)

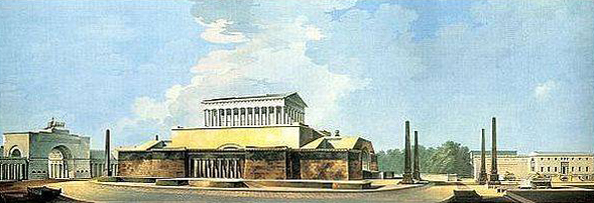
Denkmal Friedrichs des Großen

- Berlin: Denkmal Friedrichs des Großen. 1796.
- Berlin: Schauspielhaus am Gendarmenmarkt. 1799.
- Berlin: Hundebrücke. 1800.
- Berlin: Börse.
- Potsdam: Nikolaikirche. 1796.
- Entwurf zu einem Eisenhüttenwerk. 1797.
- Entwurf zu einer Basilica nach Philibert de l’Orme. 1797.
- Entwurf zu einem Landhaus im englischen Geschmack. 1798.
- Entwurf zu einem Stadttor. 1799.
- Entwurf zu einem Badehaus. 1800.

### Ausgeführte Werke

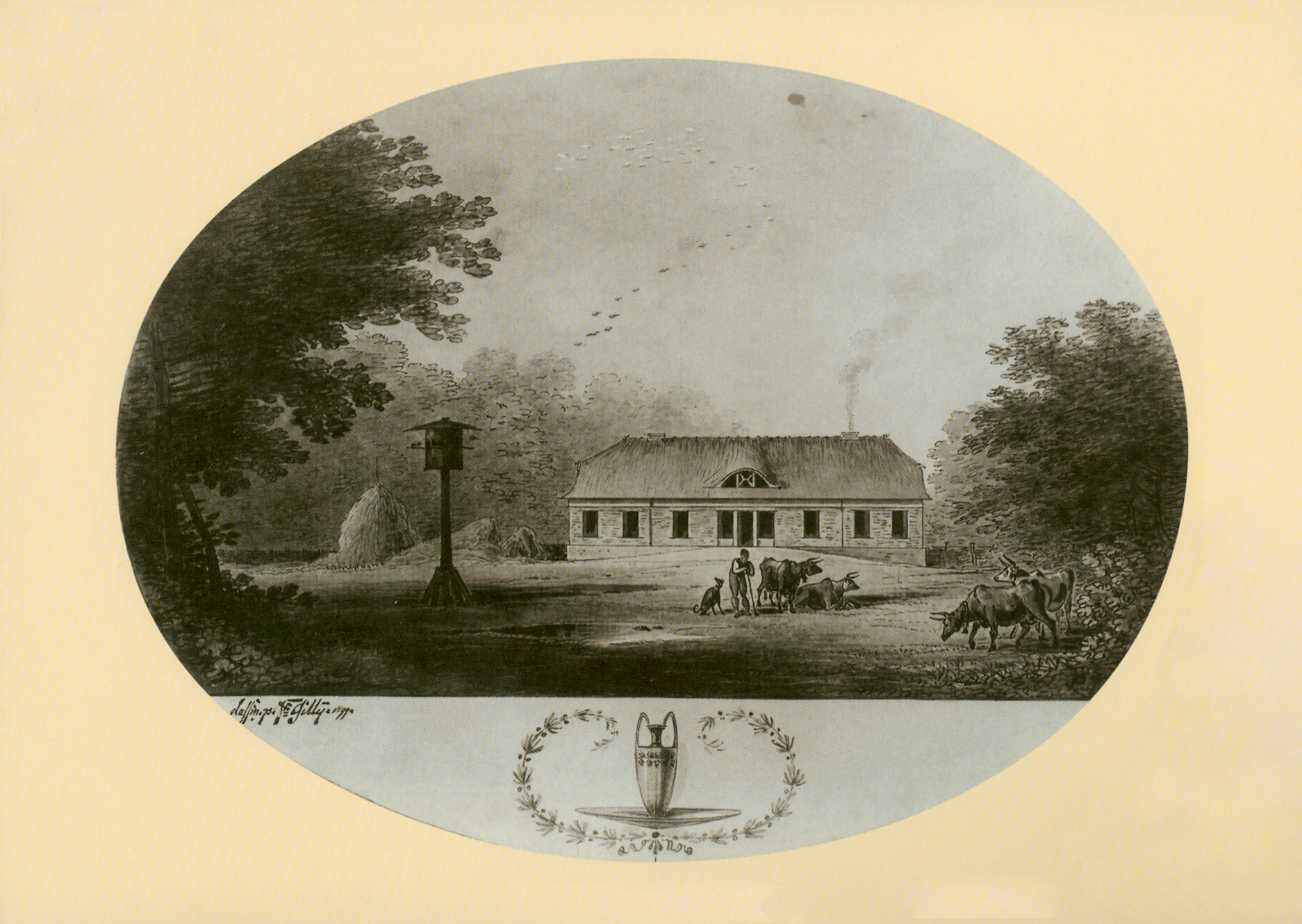
Meierei im Park des Schlosses Bellevue

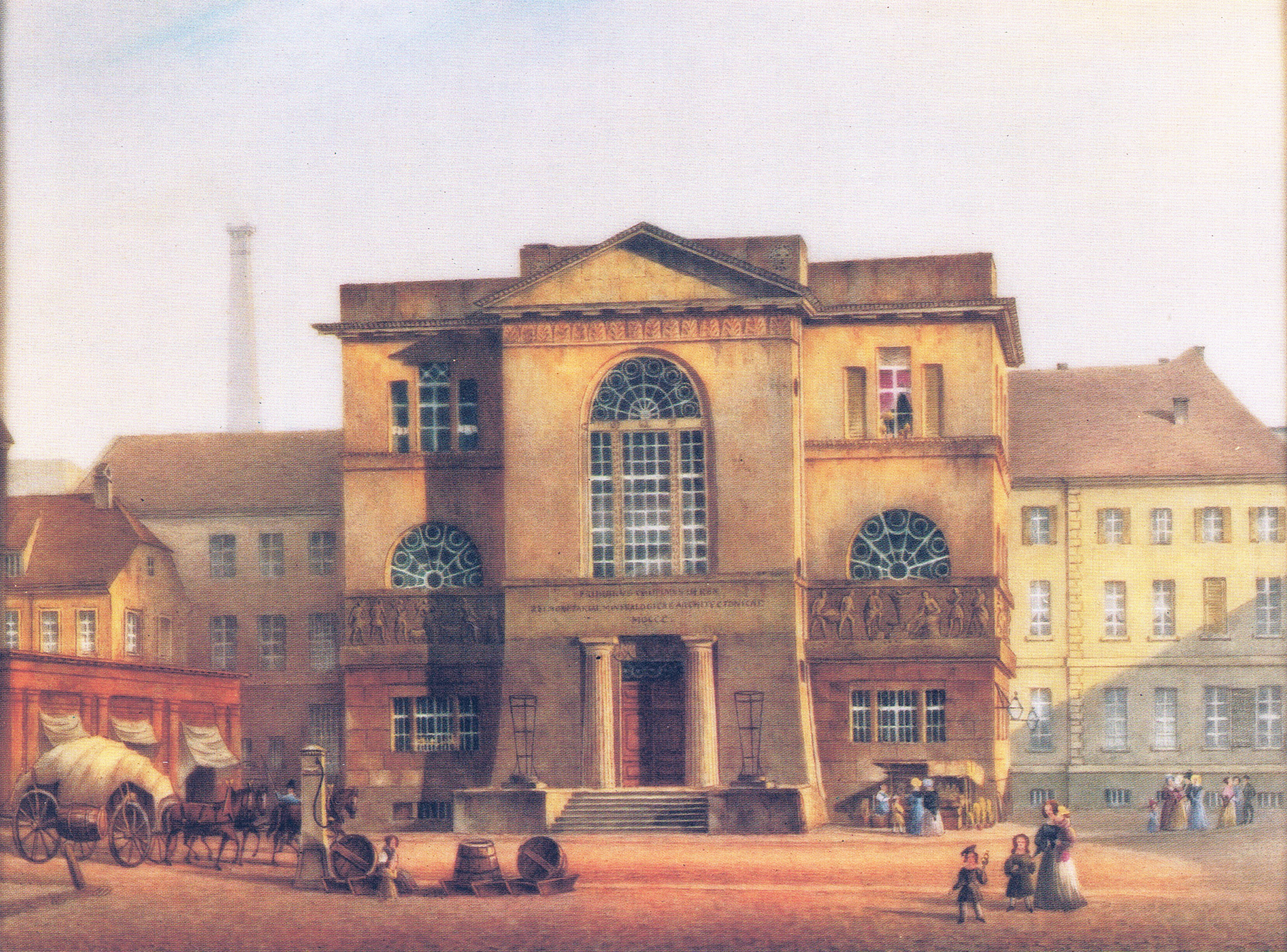
Die Alte Münze in Berlin (Abb. Carl Daniel Freydanck, 1840)

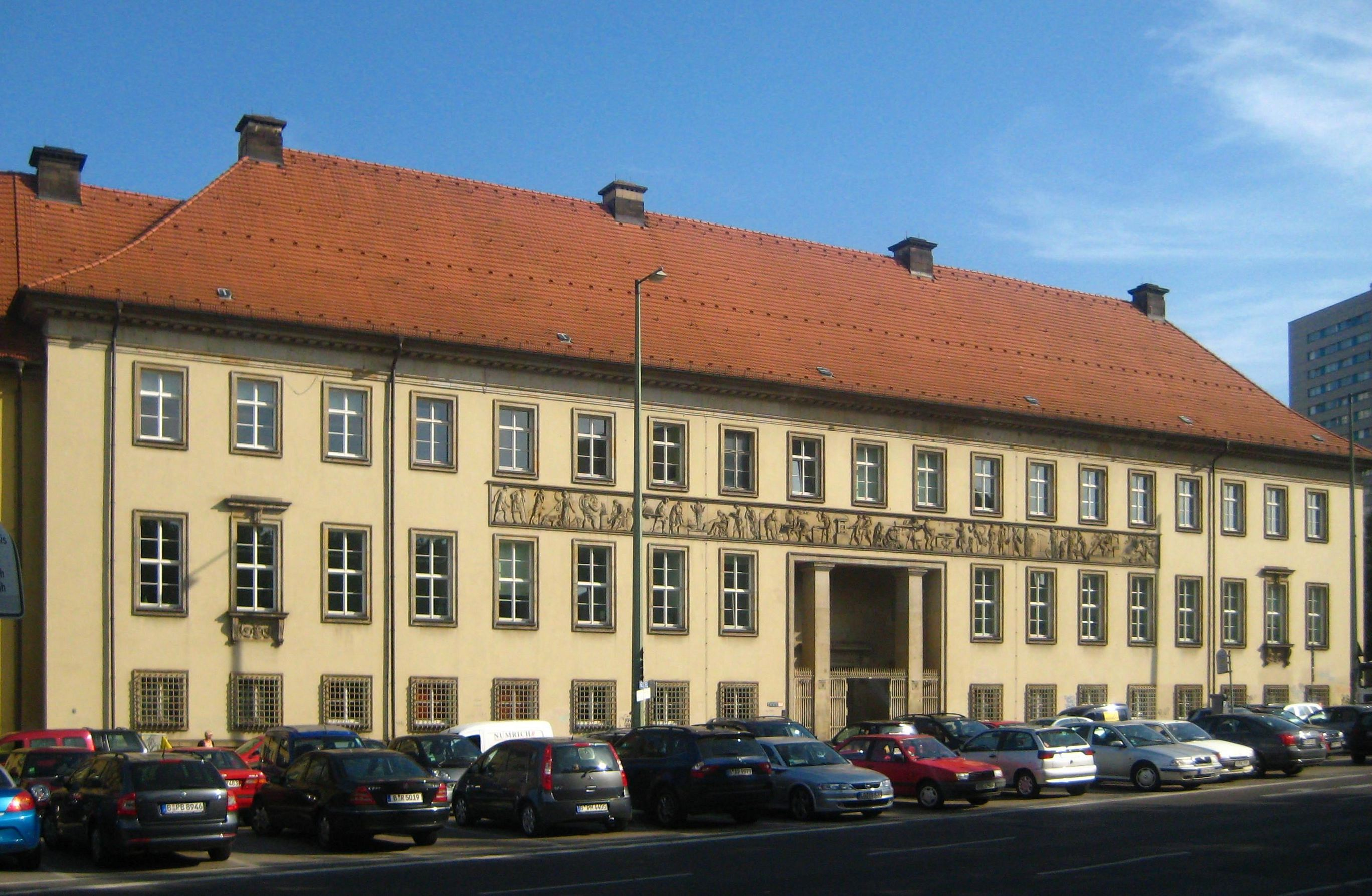
Nachbildung des Münzfries am Brüstungsband der Neuen Münze Berlin

- Berlin: Haus Jägerstraße 14. Entwurf 1792.
- Berlin: Haus Behrenstraße 68 (Palais Lottum). undatiert.
- Berlin: Villa Mölter am Tiergarten. Entwurf 1799.
- Berlin: Meierei im Park des Schlosses Bellevue. Entwurf 1799.
- Berlin: Haus Breite Straße 30. undatiert.
- Berlin: Alte Münze: Fries am Brüstungsband des ersten Geschosses. Entwurf 1798.
- Königsberg: Theater. Entwurf 1799.
- Paretz: Rohrhaus über der Eisgrube. Entwurf 1797.
- Schwedt a. O., Schloss Schwedt: 5 Zimmer im ersten Geschoss des linken Flügels und weitere neun Räume. Eingerichtet 1795.
- Dyhernfurth bei Breslau: Mausoleum der Familie von Hoym. Eingeweiht 1802.
- Vorwerk Bärwinkel, Entwurf 1796, modifiziert ausgeführt ab Mai 1800, u. a. mit dem Molkenhaus entworfen von Schinkel

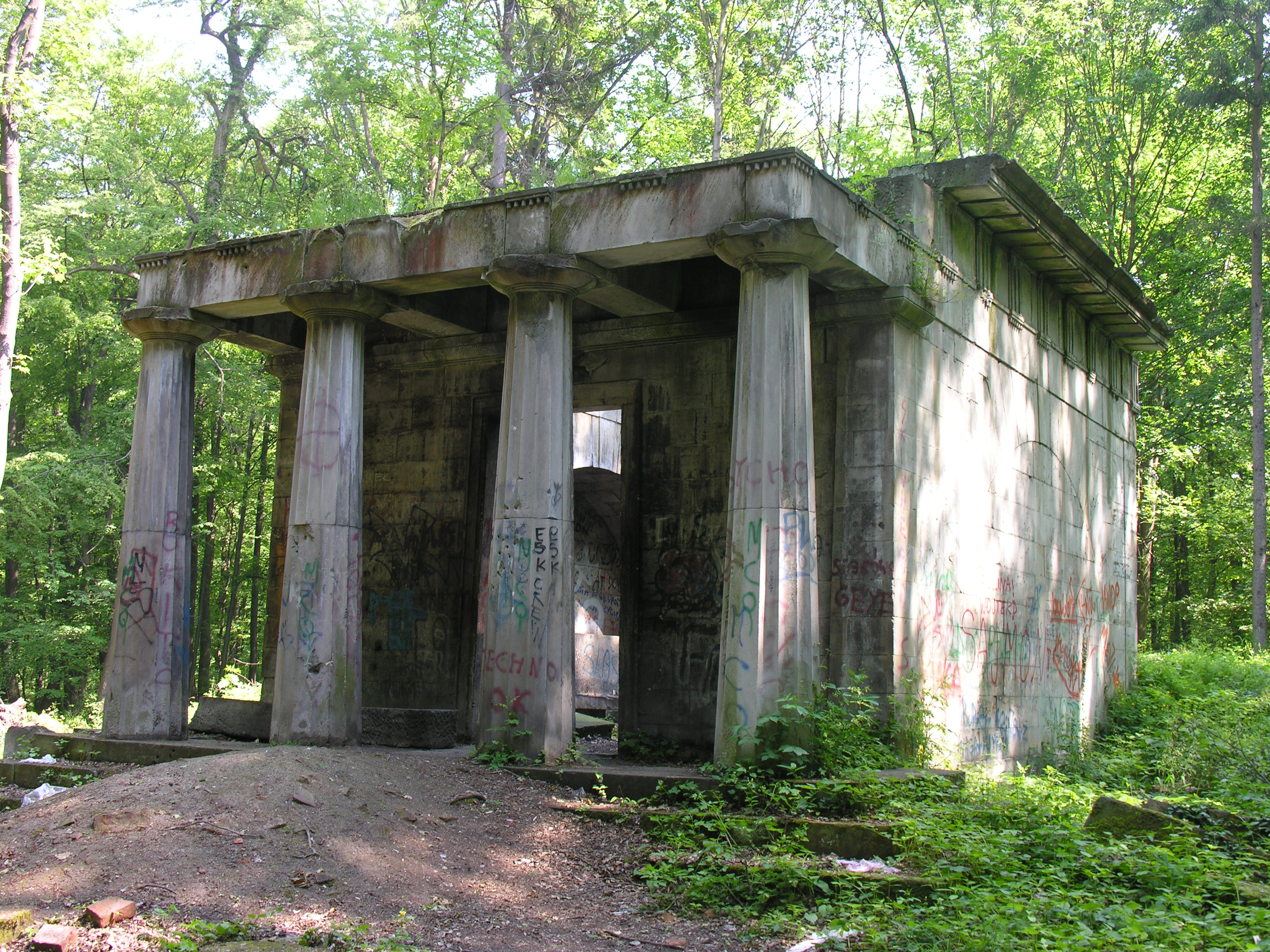
Mausoleum der Familie von Hoym in Dyhernfurth (Zustand 2007)

Das als Ruine erhaltene Mausoleum der Familie von Hoym im Schlosspark von Dyhernfurth (seit 1945 poln. Brzeg Dolny) in Schlesien gilt als das einzige noch existente Bauwerk des Architekten Friedrich Gilly. Das Gebäude bildete mit seiner Errichtung in den Jahren 1800 bis 1802 den Abschluss der dritten und letzten Umbauphase des im Wesentlichen durch Carl Gotthard Langhans gestalteten Dyhernfurther Schlossparks. Der schlichte, aus massiven Sandsteinquadern gefügte dorische Prostylos-Tempel wurde anlässlich des Todes der ältesten Tochter des Grafen Hoym, Antoinette Wilhelmine Gräfin Maltzan, 1799 in Auftrag gegeben und im Jahr 1802 fertiggestellt. Nach seiner Einweihung diente das Mausoleum bis zu seiner Zerstörung im Kriegsjahr 1945 als Begräbnisstätte der Familie von Hoym.

### Schriften
Aufsätze von Friedrich Gilly in der Sammlung nützlicher Aufsätze und Nachrichten, die Baukunst betreffend beim MDZ der Bayerischen Staatsbibliothek:
- Beschreibung des Landhauses Bagatelle bey Paris, Berlin 1799.
- Beschreibung des Landsitzes Rincy unweit Paris. Berlin 1799.
- Einige Gedanken über die Nothwendigkeit, die verschiedenen Theile der Baukunst, in wissenschaftlicher und praktischer Hinsicht, möglichst zu vereinigen, Berlin 1799.
- Einige ausgehobene Bemerkungen aus dem Reise-Journal des verstorbenen Ober-Hoff-Bauinspectors Gilly Berlin 1803.